# CSDムニシパル
クルブ・ソシアル・イ・デポルティーボ・ムニシパル (スペイン語: Club Social y Deportivo Municipal) はグアテマラの首都グアテマラシティに本拠地を置くサッカークラブである。

## 歴史
1942年のプロリーグ発足以来、グラテマラの全クラブ中最もトップリーグ在籍期間が長い。国内タイトルの数は31に達し、1974にはCONCACAFチャンピオンズカップも制覇したグアテマラを代表する強豪クラブである。
最大のライバルは同じグアテマラシティを本拠地とするコムニカシオネスFC。

## タイトル

### 国内タイトル
- リーガ・ナシオナル・グアテマラ: 31回

1942-43, 1947, 1950-51, 1954-55, 1963-64, 1965-66, 1969-70, 1973, 1974, 1976, 1987, 1988-89, 1989-90, 1991-92, 1993-94, 2000 Clausura, 2000 Apertura, 2001 Apertura, 2002 Clausura, 2003 Apertura, 2004 Apertura, 2005 Clausura, 2005 Apertura, 2006 Clausura, 2006 Apertura, 2008 Clausura, 2009 Apertura, 2010 Clausura, 2011 Apertura, Clausura 2017, 2019 Apertura
- コパ・デ・グアテマラ: 8回

1960, 1967, 1969, 1994-95, 1995-96, 1998-99, 2003, 2003-04
- カンペオン・デ・カンペオーネス: 5回

1952, 1967, 1977, 1994, 1996

### 国際タイトル
- CONCACAFチャンピオンズカップ: 1回

1974
- コパ・インテルクルベスUNCAF: 4回

1974, 1977, 2001, 2004

## 歴代所属選手
- ロナルド・ゴメス 1998-1999
- リカルド・バエス 2004-2005
- ハイメ・ペネド 2007-2013
- ブラス・ペレス 2017-2018
- フェリペ・バロイ 2017-2018